# Torre Einstein
La Torre Einstein es un observatorio astrofísico situado en el Parque de las Ciencias de Albert Einstein, en la ciudad alemana de Potsdam, diseñado por el arquitecto Erich Mendelsohn. Fue construida para el astrónomo Erwin Finlay-Freundlich con el fin de albergar experimentos y observaciones que pudieran validar la Teoría de la relatividad de Albert Einstein. La construcción fue concebida inicialmente en 1917, construida entre 1920 y 1921, e inaugurada en 1924. Todavía hoy sigue abierta, como parte del Instituto de Astrofísica de Potsdam.
Esta obra fue una de las principales de Mendelsohn, completada cuando un joven Richard Neutra trabajaba en su equipo. La torre es también el edificio más característico de la arquitectura expresionista.
El exterior fue originalmente diseñado en hormigón. Sin embargo, debido a dificultades constructivas, la mayoría del edificio fue finalmente construido con ladrillo, y recubierto con estuco. Justo en 1999 fue completamente renovado, para la celebración de su 75.º aniversario, con el fin de corregir los problemas generados por el paso del tiempo.
Supuestamente, Einstein fue guiado por Mendelsohn en una visita guiada por el edificio, ya que el arquitecto quería conocer el punto de vista y la aprobación del físico. Einstein no emitió opinión alguna acerca del edificio hasta horas después, cuando durante una reunión con el equipo de obra, murmuró: "Organic".